# Sianakamadagaskarsänger
Der Sianakamadagaskarsänger (Crossleyia tenebrosa; Synonyme: Xanthomixis tenebrosa, Phyllastrephus tenebrosus, Phyllastrephus tenebrosa, Oxylabes tenebrosa, Bernieria tenebrosa), früher irrtümlich als Sianakabülbül bezeichnet, ist eine wenig erforschte Singvogelart aus der Familie der Madagaskarsänger (Bernieridae). Die Art galt 24 Jahre als verschollen, bevor sie im Januar 2023 wiederentdeckt und erstmals fotografiert wurde.

## Merkmale
Mit einer Körperlänge von 14 bis 15 cm ist der Sianakamadagaskarsänger eine kleine, dunkle Art mit kräftigen Beinen und einem ziemlich kurzen Schnabel, wobei der Unterkiefer in der Mitte leicht erhöht ist und distal etwas nach oben gebogen erscheint.
Das Gefieder ist an der Oberseite dunkel stumpf olivgrün. Der Schwanz und die Flügel sind dunkel stumpf olivbraun. Die Außenränder der Schwungfedern sind dunkelgrün. Der Überaugenstreif ist gelb, das übrige Gesicht ist dunkel olivgrün. Der auffällige, unterbrochene Augenring ist gelb. Kinn, Kehle und Wangenbereich sind gelb. Brust, Flanken und Unterschwanzdecken sind dunkel olivgrün. Bauch und Bürzel sind gelbgrün. Die Iris ist mittelbraun. Der Schnabel ist stumpf rosa-orange mit einem dunklen First. Die Beine sind hell fleischig rosa. Der Sianakamadagaskarsänger unterscheidet sich von dem ähnlichen Kurzschnabel-Madagaskarsänger (Xanthomixis zosterops) durch die dunklere Unterseite, die stärker mit der gelben Kehle kontrastiert, den kürzeren Schwanz und die längeren, kräftigeren Beine und Füße. Die Geschlechter gleichen sich, wobei das Weibchen im Durchschnitt kleiner ist als das Männchen. Die Jungvögel sind unbeschrieben.

## Systematik
Der Holotypus des Sianakamadagaskarsängers wurde im Dezember 1924 im Forêt Sianaka in Ost-Madagaskar gesammelt und 1925 von Erwin Stresemann als Bernieria tenebrosa in der Familie der Bülbüls (Pycnonotidae) erstbeschrieben. In der Folgezeit stand die Art in der Gattung Phyllastrephus und wurde schließlich in die Gattung Xanthomixis gestellt, nachdem die beiden Ornithologen Constantine Walter Benson und Michael Patrick Stuart Irwin 1975 zu dem Schluss kamen, dass diese Art nicht zu den Bülbüls gehört, sondern zu den Timalien. 2010 wurden alle Vertreter der Gattung Xanthomixis in die neue Familie Bernieridae klassifiziert. 2012 kam eine Dissertationsstudie zu dem Ergebnis, dass der Sianakamadagaskarsänger ein Schwestertaxon des Gelbbrauen-Madagaskarsängers (Crossleyia xanthophrys) repräsentiert. Daher wurde vorgeschlagen, ihn in die Gattung Crossleyia zu stellen. Dieser Einschätzung folgte die Checkliste von BirdLife International im Jahr 2016 und Steven M. Goodman in seinem im Jahr 2022 veröffentlichten Werk The New Natural History of Madagascar. Die Checkliste der International Ornithologists’ Union listet ihn seit 2024 in der Gattung Crossleyia.

## Verbreitungsgebiet
Die Art kommt im nordöstlichen Madagaskar vor, mindestens von Marojejy südlich bis Zahamena. Seit 1930 gab es nur wenige zuverlässige Aufzeichnungen. Berichte von der Masoala-Halbinsel, Analamazaotra und dem Nationalpark Ranomafana bedürfen einer Bestätigung.

## Lebensraum
Der Sianakamadagaskarsänger bewohnt primäre Tieflandwälder sowie immergrüne Wälder in Höhenlagen bis zu 950 m.

## Nahrungsverhalten
Die Nahrung besteht hauptsächlich aus Gliederfüßern. Der Sianakamadagaskarsänger ist in kleinen Gruppen anzutreffen, manchmal auch in Schwärmen gemischter Arten. Seine Lebensweise ist weitgehend terrestrisch, wobei er in Gebieten mit oft spärlichem Unterholz und tiefer Laubstreu nach Nahrung sucht und dabei schnelle hüpfende Bewegungen macht. Manchmal wurde er in niedrigen Sträuchern in 0,5 m Höhe beobachtet, vor allem wenn er ruft.

## Fortpflanzungsverhalten
Das Paarungsverhalten und die Brutbiologie sind nicht studiert.

## Stimme
Die Lautäußerungen umfassen leise, hochfrequente Zisch- und Zwitscherrufe, ähnlich denen anderer Mitglieder der Gattung. Ein einzelner Kontaktruf besteht aus einem leisen „tseip“ oder „tsit“.

## Wiederentdeckung und Gefährdungsstatus
Im Dezember 2022 fuhr ein internationales Forscherteam unter der Leitung des US-amerikanischen Peregrine Fund 40 Stunden lang und wanderte einen halben Tag lang zu der Stelle, an der der grasmückenähnliche Vogel zuletzt gesehen worden war. Nach acht Tagen Suche erfolgte Anfang Januar 2023 etwa ein Jahr, nachdem die Organisationen American Bird Conservancy und Re:wild diese Art als eine der zehn am meisten gesuchten, verschollenen Vogelarten auf der Search-for-Lost-Birds-Liste genannt hatten, die erste zuverlässige Sichtung seit 1999. Weitere Unterstützer waren BirdLife International sowie das Cornell Lab of Ornithology und dessen eBird-Plattform. Drei Exemplare wurden in einem Regenwald im Nordosten der Insel in der Provinz Antsiranana gesichtet, allerdings in einem unerwarteten Lebensraum. Die bodenbewohnenden Vögel hielten sich in dichter Vegetation in der Nähe eines felsigen Flusses auf. Der Ornithologe John C. Mittermeier von der American Bird Conservancy, dem es gelang, die ersten Fotos dieser Art zu machen, erklärte dazu:

„Wenn Sianakamadagaskarsänger immer Gebiete in der Nähe von Fließgewässern bevorzugen, könnte dies erklären, warum die Art so lange übersehen wurde.“

Obwohl der Regenwald, in dem die Vögel leben, offiziell geschützt ist, stellte die Vogelbeobachtungsexpedition fest, dass ein großer Teil des Waldes in Vanillefarmen umgewandelt wurde, wodurch der natürliche Lebensraum des Sianakamadagaskarsängers eingeschränkt ist.
Die IUCN Red List klassifiziert die Art in die Kategorie „unzureichende Datenlage“ (data deficient).